# Gelotia syringopalpis
Gelotia syringopalpis là một loài nhện trong họ Salticidae.
Loài này thuộc chi Gelotia. Gelotia syringopalpis được Fred R. Wanless miêu tả năm 1984.